# طلایی (آلبوم)
طلایی(به انگلیسی: Golden) چهارمین آلبوم استودیویی گروه کانتری لیدی آنتبلوم است که در تاریخ ۶ و ۷ می‌در کشورهای آمریکا، نیوزلند، استرالیا، اروپا و آفریقای جنوبی انتشار پیدا کرد.
در ژانویه ۲۰۱۳ این گروه آهنگ "مرکز شهر"(به انگلیسی: Downtown) را منتشر کرد که در هات کنتری سانگز به رتبه ۲ و در آل کانتری موزیک به رتبه اول صعود کرد.
در ۱۶ آوریل ۲۰۱۳ آهنگ دیگری از این آلبوم با نام "خداحافظ شهر"(به انگلیسی: Goodbye Town) منتشر شد که خوانندگان لیدی آنتبلوم آن را یکی از آهنگ‌های موردعلاقه خود می‌دانند.

## نقدها
| بررسی جمعی            | بررسی جمعی |
| منبع                  | رتبه‌بندی   |
| --------------------- | ---------- |
| متاکریتیک             | 70/100     |
| بررسی انتقادی         |            |
| منبع                  | رتبه‌بندی   |
| آل‌میوزیک              | [ ۲ ]      |
| Country Weekly        | B-         |
| Daily News            | [ ۴ ]      |
| The Gazette           | [ ۵ ]      |
| Newsday               | B          |
| The Oakland Press     | [ ۷ ]      |
| Roughstock            | [ ۸ ]      |
| The Salt Lake Tribune | B-         |
| Taste of Country      | [ ۱۰ ]     |
| تورنتو استار          | [ ۱۱ ]     |
| یواس‌ای تودی           | [ ۱۲ ]     |

آلبوم طلایی نقدهای خوبی از طرف سایت متاکریتیک، کانتری ویکلی، نیودی و چند نشریه و سایت دیگر دریافت کرد.متاکریتیک از ۱۰۰ به این آلبوم ۷۰ امتیاز داد و همچنین اسیفن تامس از آل موزیک آن را یک اثر حرفه‌ای تلقی می‌کند.

## آهنگ‌ها
| شماره      | نام                                 | نویسنده(ها)                                                                                                | مدت   |
| ---------- | ----------------------------------- | --- | ----- |
| ۱.         | «Get to Me»                         | هیلری لینزی, James T. Slater                                                                               | ۳:۴۹  |
| ۲.         | «Goodbye Town»                      | Hillary Scott, چارلز کلی, دیو هایوود, Josh Kear                                                            | ۴:۴۸  |
| ۳.         | «Nothin' Like the First Time»       | Sarah Buxton, Jedd Hughes, Lindsey                                                                         | ۳:۴۴  |
| ۴.         | «Downtown»                          | Luke Laird, شین مک‌انالی, Natalie Hemby                                                                     | ۳:۱۶  |
| ۵.         | «Better Off Now (That You're Gone)» | Will Hoge, Brian Layson                                                                                    | ۳:۰۳  |
| ۶.         | «It Ain't Pretty»                   | Nicolle Galyon, Eric Paslay                                                                                | ۳:۲۹  |
| ۷.         | «Can't Stand the Rain»              | Scott, Kelley, Haywood, Kear                                                                               | ۳:۱۱  |
| ۸.         | «Golden»                            | Scott, Kelley, Haywood, Paslay                                                                             | ۳:۲۷  |
| ۹.         | «Long Teenage Goodbye»              | Scott, Kelley, Haywood, Lindsey                                                                            | ۳:۴۲  |
| ۱۰.        | «All for Love»                      | Scott, Kelley, Haywood, Dennis Edwards, Jason "Slim" Gambill, Jonathon Long, Chris Tyrrell, Clint Chandler | ۳:۱۶  |
| ۱۱.        | «Better Man»                        | Kelley, Haywood, Edwards, Gambill, Long, Chandler                                                          | ۴:۰۴  |
| ۱۲.        | «Generation Away»                   | Scott, Kelley, Haywood, Brad Warren, Brett Warren                                                          | ۴:۰۳  |
| مجموع مدت: | مجموع مدت:                          | مجموع مدت:                                                                                                 | ۴۳:۵۲ |